# 錢江 (清朝)
錢江（?—?），又名秋江，字东平，长兴县人，清朝政治人物。

## 生平
讀書一目十行，监生出身，尤愛兵書，常以豪傑自命。1853年（咸豐三年）太平軍攻佔南京，雷以諴在揚州駐軍，由於財源無著，採用錢江的建議，向商家筹集经费，首先於仙女庙（今江苏江都）、邵伯等镇向商家籌集經費，此为清代所創厘金之始。
錢江以功至道員，然平素恃才傲物，雷以諴亦不能容忍。一日雷宴會下屬，計議軍事，江使酒罵座，雷以長官身份予以指責，聲色俱厲。錢江怒而擲杯曰，“即不然能殺我耶？”雷以諴拍案而起，立叱左右牽出斬之，知事張翊國素為江所輕慢，便提劍將其人頭砍下。 
雷氏奏摺略言及錢江在軍中有「交接賢豪」、「招延勇士」等事，並有讖曰：「滿地紅纓子，需防白帽來。若要此河開，必須劉基才」，故先行正法。
另一說，錢江未亡於雷氏，先亡命於江淮，後至滬，1909年終老於江蘇清江普應寺（依陳光貽考據之《再談錢江》）